# اودیسا (نبراسکا)
اودیسا (به انگلیسی: Odessa) یک منطقهٔ مسکونی در ایالات متحده آمریکا است که در نبراسکا واقع شده‌است. اودیسا ۴٫۷ کیلومتر مربع مساحت و ۱۳۰ نفر جمعیت دارد و ۶۷۶٫۶۶ متر بالاتر از سطح دریا واقع شده‌است.